# Delia sanctijacobi
Delia sanctijacobi är en tvåvingeart som först beskrevs av Jacques-Marie-Frangile Bigot 1885.  Delia sanctijacobi ingår i släktet Delia och familjen blomsterflugor. Inga underarter finns listade i Catalogue of Life.